# The Bee Gees: How Can You Mend a Broken Heart
The Bee Gees: How Can You Mend a Broken Heart es un documental cinematográfico dirigido por Frank Marshall y distribuido por HBO. Un documental que cuenta la historia de los Bee Gees (edición 2020).
Un documental dirigido por Frank Marshall y asociado a los productores Nigel Sinclair y Jeanne Elfant Festa llevarían a cabo el proyecto. En este documental se contarán la historia de los Bee Gees un grupo formado por Barry Gibb, Robin Gibb y Maurice Gibb en Australia en 1958, en principios iniciaron en 1955 como «The Rattlesnakes» en Manchester, Inglaterra. La cadena de películas HBO obtuvo los derechos para producirla, pero antes está iba a ser producida por Universal Studios. Según la fuente Collider, el documental promete "imágenes que nunca antes se habian visto de sesiones de grabación, presentaciones de conciertos, apariciones en televisión y videos caseros, así como entrevistas con los músicos Eric Clapton, Noel Gallagher, Nick Jonas, Chris Martin, Justin Timberlake, el productor musical Mark Ronson , la cantante Lulu , el ejecutivo de la compañía discográfica Bill Oakes, y otros".

## Calificaciones
| Página          | Año  | Puesto | Calificación      | Ref           |
| --------------- | ---- | ------ | ----------------- | ------------- |
| Metacritic      | 2020 | -      | 8.3/10 estrellas  | [ 18 ] [ 19 ] |
| IMDb            | 2020 | -      | 8.2/10 estrellas  | [ 20 ] [ 21 ] |
| Rotten Tomatoes | 2020 | #66    | 7.70/10 estrellas | [ 22 ] [ 23 ] |
| FilmAffinity    | 2020 | -      | 7.2/10 estrellas  | [ 24 ]        |

## Lista de Canciones

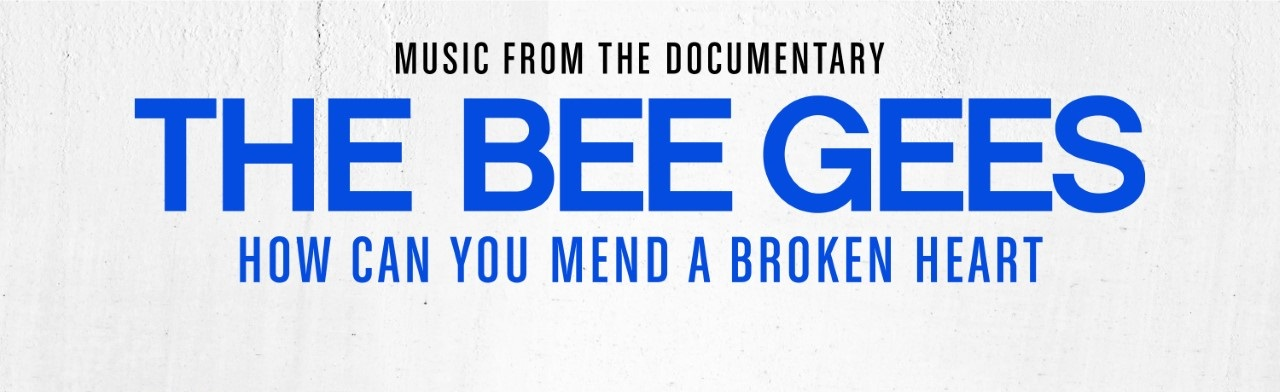
Imagen: "carátula de la banda sonora"

En la plataforma de YouTube está disponible la lista de reproducción llamada "How Can You Mend A Broken Heart" que cuenta con 25 canciones.
Lista de canciones: Enlace
- 1. «Stayin' Alive» - canción del álbum Saturday Night Fever de 1977.
- 2. «How Can You Mend a Broken Heart?» - canción del álbum Trafalgar de 1971.
- 3. «Spicks And Specks» - canción del álbum Spicks and Specks de 1966.
- 4. «New York Mining Disaster 1941» - canción del álbum Bee Gees' 1st de 1967.
- 5. «To Love Somebody» - canción del álbum Bee Gees' 1st de 1967.
- 6. «I Started A Joke» - canción del álbum Idea de 1968.
- 7. «Massachusetts» - canción del álbum Horizontal de 1968.
- 8. «I've Gotta Get A Message To You» - canción del álbum Idea de 1968.
- 9. «Wind Of Change» - canción del álbum Main Course de 1975.
- 10. «Jive Talkin'» - canción del álbum Main Course de 1975.
- 11. «Nights On Broadway - canción del álbum Main Course de 1975.
- 12. «Fanny (Be Tender With My Love)» - canción del álbum Main Course de 1975.
- 13. «You Should Be Dancing» - canción del álbum Children of the World de 1976.
- 14. «Love So Right» - canción del álbum Children of the World de 1976.
- 15. «Children of the World» - canción del álbum Children of the World de 1976.
- 16. «Night Fever» - canción del álbum Saturday Night Fever de 1977.
- 17. «More Than A Woman» - canción del álbum Saturday Night Fever de 1977.
- 18. «How Deep Is Your Love» - canción del álbum Saturday Night Fever de 1977.
- 19. «Tragedy» - canción del álbum Spirits Having Flown de 1979.
- 20. «Too Much Heaven» - canción del álbum Spirits Having Flown de 1979.
- 21. «Love You Inside Out» - canción del álbum Spirits Having Flown de 1979.
- 22. «For Whom the Bell Tolls» - canción del álbum Size Isn't Everything de 1993.
- 23. «Holiday» - canción del álbum Bee Gees' 1st de 1967.
- 24. «Run To Me» - canción del álbum To Whom It May Concern de 1972.
- 25. «Words» - canción de Bee Gees un sencillo de 1968.